# Évelyne Huytebroeck
Évelyne Huytebroeck (Etterbeek, 2 mei 1958) is een Belgisch politica voor Ecolo. Ze was minister in de regering-Demotte II en tien jaar minister in verschillende Brusselse Hoofdstedelijke Regeringen.

## Levensloop
Evelyne Huytebroeck studeerde in 1981 af als licentiaat in de journalistiek en sociale communicatie aan de ULB. Ze werkte van 1982 tot 1984 als persattaché voor het Internationaal Verbond van Vrije Vakverenigingen, en was van 1980 tot 1985 zelfstandig journalist voor Revue Nouvelle, Le Soir illustré, La Libre Belgique, Le Journal de Tintin en Marie Claire. Van 1984 tot 1989 was ze persattaché van de Federatie van Jeugd en Muziek van de Franse Gemeenschap, dat jongeren in aanraking wil brengen met muziek. Ze presenteerde tevens bij de vrije radio Ouest-Radio.
In 1982 werd ze lid van de partij Ecolo en van 1984 tot 1986 was ze persattaché van François Roelants du Vivier, toenmalig Europees Parlementslid voor Ecolo. Huytebroeck werd in juni 1989 verkozen in het eerste rechtstreeks gekozen Brussels Hoofdstedelijk Parlement en bleef er zetelen tot in 2002. Van 1989 tot 1999 was ze fractievoorzitter voor Ecolo in de Raad van de Franse Gemeenschapscommissie en van 1999 tot 2002 oefende ze dezelfde functie uit in het Brussels Hoofdstedelijk Parlement.
In juli 2002 nam Huytebroeck ontslag uit haar parlementaire mandaten nadat ze samen met Marc Hordies en Philippe Defeyt was verkozen tot politiek secretaris van Ecolo. Ze bleef deze functie uitoefenen tot in juli 2004, zij het vanaf juli 2003 met Jean-Michel Javaux en Claude Brouir. In juni 2004 werd ze opnieuw verkozen in het Brussels Hoofdstedelijk  Parlement, waar ze, uitgezonderd de periodes dat zij minister was, bleef zetelen tot in 2019. Bij de parlementsverkiezingen van mei 2019 was ze geen kandidaat meer.
Van juli 2004 tot juli 2009 was Evelyne Huytebroeck minister van Leefmilieu, Energie en Waterbeheer in de Brusselse Hoofdstedelijke Regering en daarna was ze van juli 2009 tot juli 2014 Brussels minister van Leefmilieu, Energie en Stadsvernieuwing. Van juli 2009 tot juli 2014 was ze daarenboven minister van Jeugd en Jeugdzorg in de Franse Gemeenschapsregering. In december 2009 kwam ze onder vuur nadat de zuiveringsinstallatie van Aquiris stilgelegd werd en het afvalwater van Brussel ongezuiverd in de Zenne, de Rupel en de Schelde geloosd werd.
Daarnaast was ze van 2012 tot 2024 gemeenteraadslid van Vorst. Bij de gemeenteraadsverkiezingen van oktober 2024 raakte Huytebroeck niet herkozen.
In november 2019 werd ze aan de zijde van Thomas Waitz co-voorzitter van de Europese Groene Partij, hetgeen ze bleef tot in juli 2022. Vervolgens werd ze in november 2022 afgevaardigde voor de Europese Groene Partij bij Global Greens, het internationale netwerk van ecologische partijen. 
In mei 2020 werd Huytebroeck eveneens benoemd tot voorzitter van de raad van bestuur van hub.brussels, het Brussels Agentschap voor Onderwijsondersteuning. Van januari 2023 tot december 2024 was ze tevens bestuurder van Wallonie-Bruxelles Enseignement (WBE), de inrichtende macht van het onderwijs van de Franse Gemeenschap.